# Ортега, Франсиско
Франси́ско Габриэ́ль Орте́га (исп. Francisco Gabriel Ortega; род. 19 марта 1999, Санта-Фе) — аргентинский футболист, полузащитник клуба «Олимпиакос». Участник Олимпийских игр в Токио.

## Клубная карьера
Ортега — воспитанник клуба «Велес Сарсфилд». 27 ноября 2017 года в матче против «Олимпо» он дебютировал в аргентинской Примере. 21 августа 2021 года в поединке против «Лануса» Франсиско забил свой первый гол за «Велес Сарсфилд».
27 августа 2023 года за €4,5 миллиона перешёл в греческий клуб «Олимпиакос».

## Международная карьера
В 2019 году в составе молодёжной сборной Аргентины Ортега стал серебряным призёром молодёжного чемпионата Южной Америки в Чили, где Хулиан был включён в символическую «сборную турнира». На турнире он сыграл в матчах против Парагвая, Венесуэлы, Колумбии, Уругвая и дважды Эквадора.
В том же году Ортега принял участие в молодёжном чемпионате мира в Польше. На турнире он сыграл в матчах против команд ЮАР, Португалии, Южной Кореи и Мали.
В 2021 году в составе олимпийской сборной Аргентины Ортега принял участие в Олимпийских играх в Токио. На турнире он сыграл в матче против сборной Австралии.

## Достижения
«Олимпиакос»
- Победитель Лиги конференций: 2023/24